# Leingewächse
Die Leingewächse (Linaceae) sind eine Familie in der Ordnung Malpighienartige (Malpighiales) innerhalb der Bedecktsamigen Pflanzen (Magnoliopsida). Die 10 bis 16 Gattungen mit etwa 290 Arten sind fast weltweit von der Dauerfrostzone bis in die Tropen verbreitet.

## Beschreibung

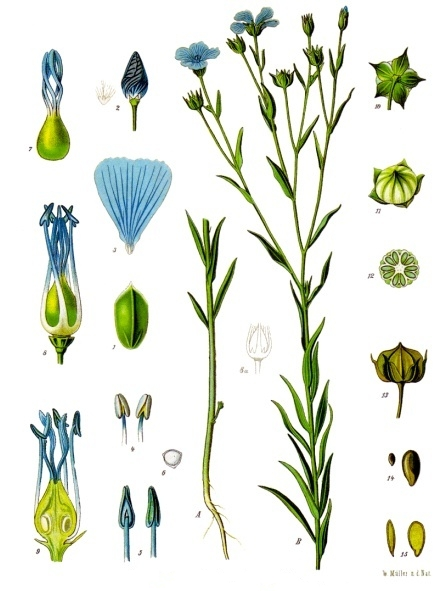
Illustration des Gemeinen Lein (Linum usitatissimum) aus Köhler’s Medizinalpflanzen

### Erscheinungsbild und Blätter
Die Arten der Leingewächse sind meist krautige Pflanzen, seltener verholzende Pflanzen: Lianen, Sträucher oder sehr selten Bäume.
Die stets ungeteilten, ungestielten Laubblätter sind wechselständig und meist spiralig angeordnet oder gegenständig. Die Blattränder sind glatt oder gesägt. Sie besitzen oft keine Nebenblätter, wenn diese vorhanden sind, dann sind sie klein.

### Blütenstände und Blüten
In zymös verzweigten Blütenständen sind unterschiedlich aufgebaute Teilblütenstände zusammengefasst.
Die zwittrigen Blüten sind radiärsymmetrisch und meist fünfzählig mit doppelter Blütenhülle. Die fünf Kelchblätter sind manchmal an der Basis verwachsen. Die fünf Kronblätter sind frei. Es sind ein, zwei oder ganz selten drei Kreise mit je fünf Staubblättern vorhanden, ein Teil davon ist oft zu Staminodien umgewandelt. Zwei bis fünf Fruchtblätter sind zu einem oberständigen Fruchtknoten verwachsen.

### Früchte und Samen
Es werden innerhalb dieser Familie viele unterschiedliche Fruchttypen ausgebildet (siehe Unterfamilien). Der gut entwickelte Embryo ist gerade bis etwas gekrümmt und besitzt zwei große Keimblätter (Kotyledonen).

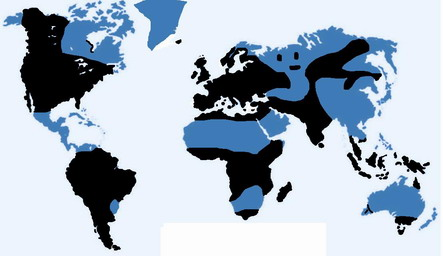
Verbreitung der Linaceae (dargestellt in Schwarz)

## Systematik und Verbreitung

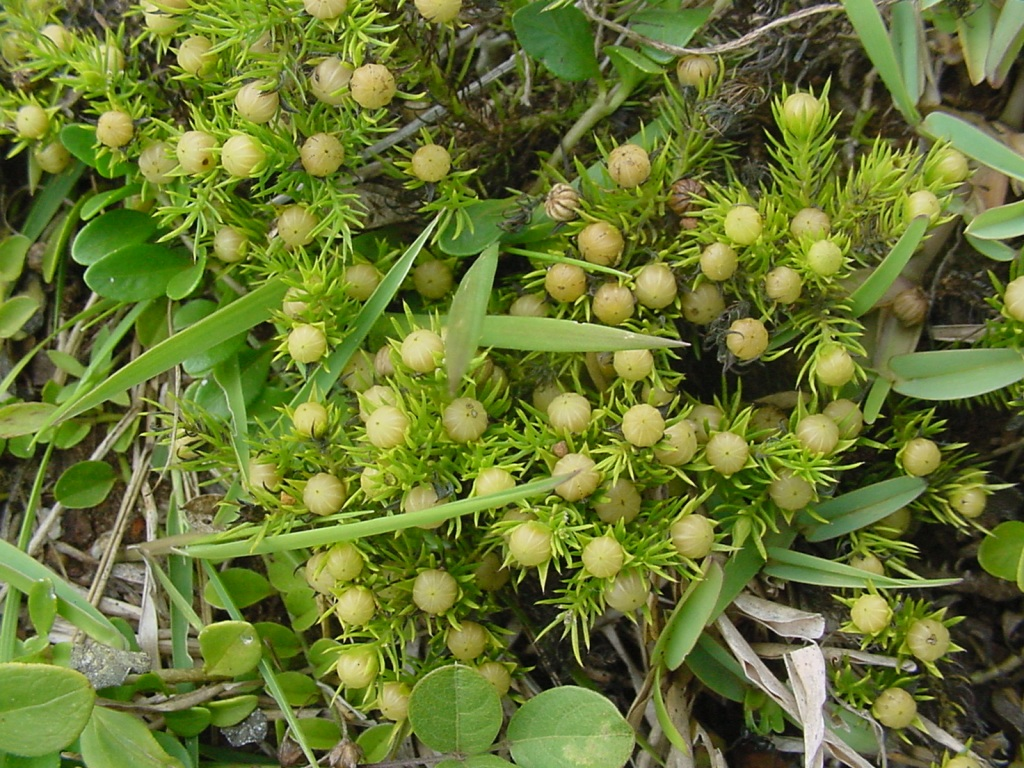
Unterfamilie Linoideae: Cliococca selaginoides

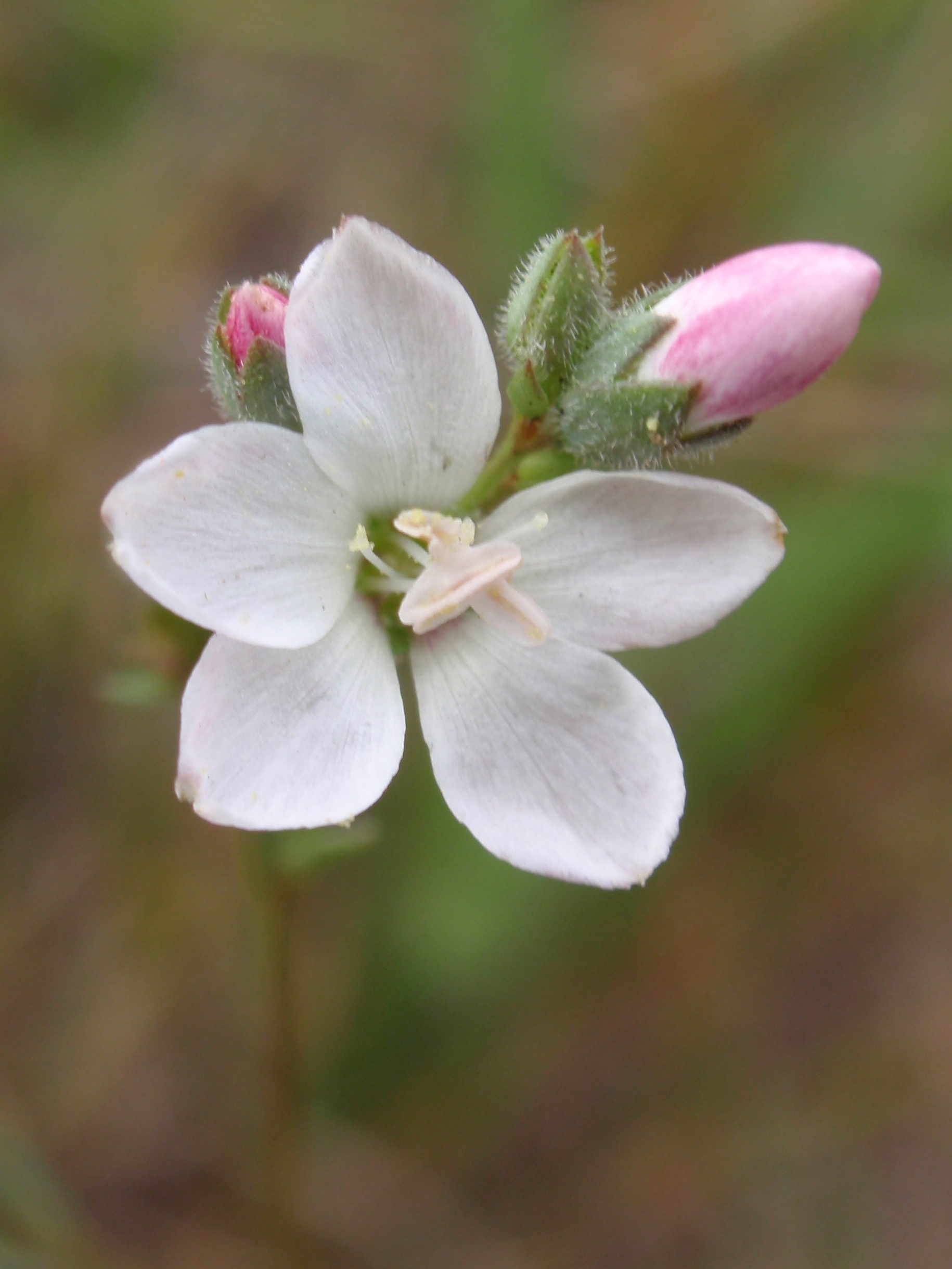
Unterfamilie Linoideae: Blüte von Hesperolinon congestum

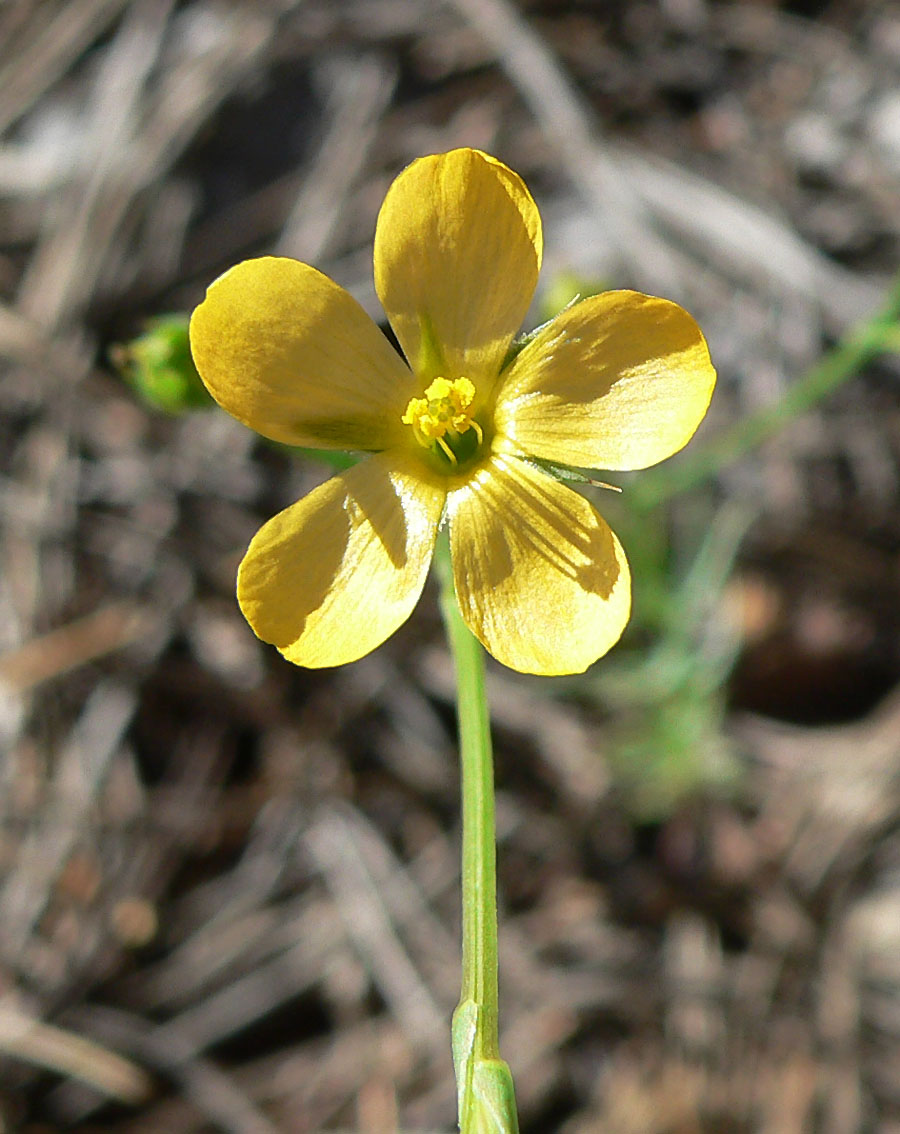
Unterfamilie Linoideae: Blüte von Linum australe var. australe

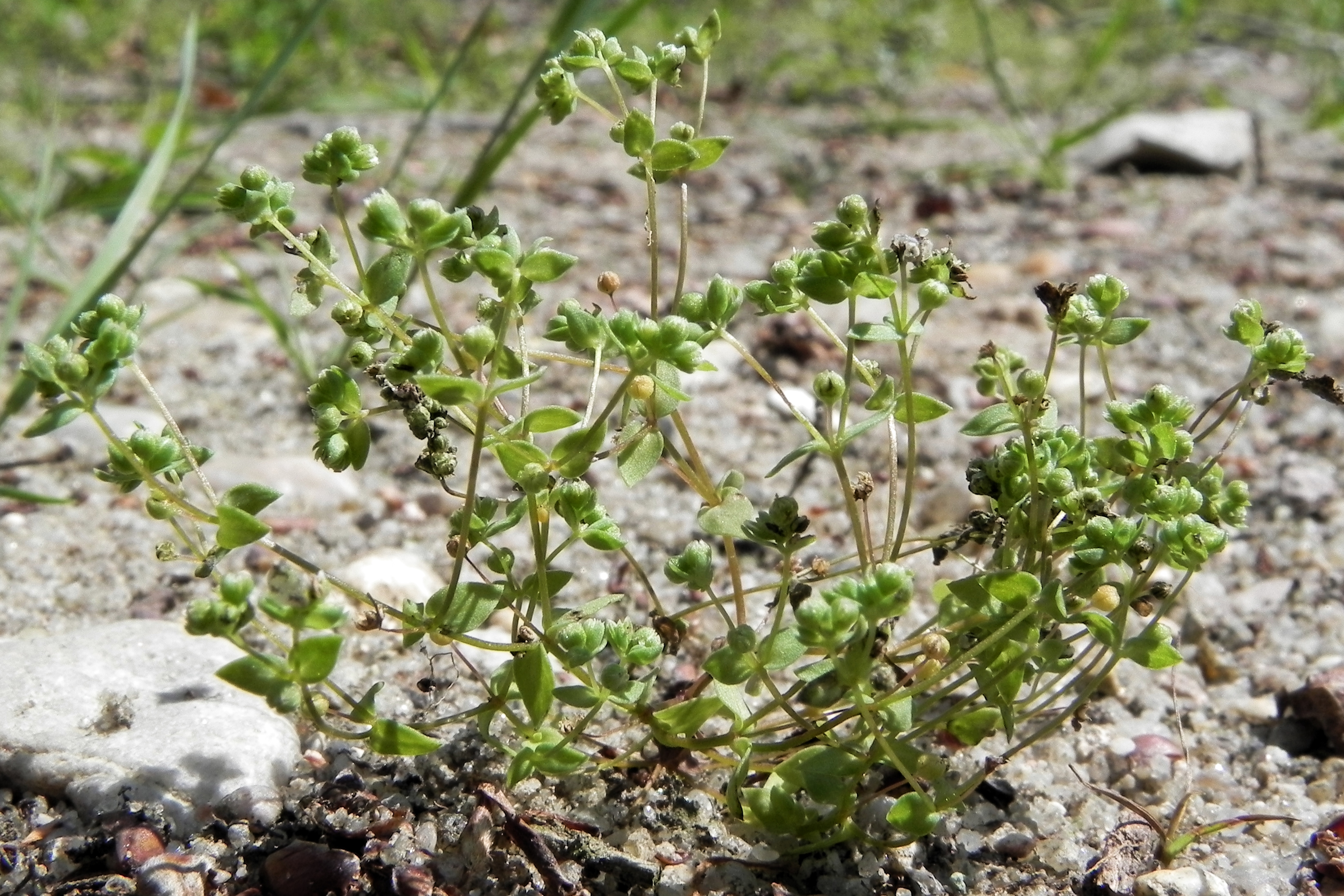
Unterfamilie Linoideae: Zwerg-Lein (Radiola linoides)

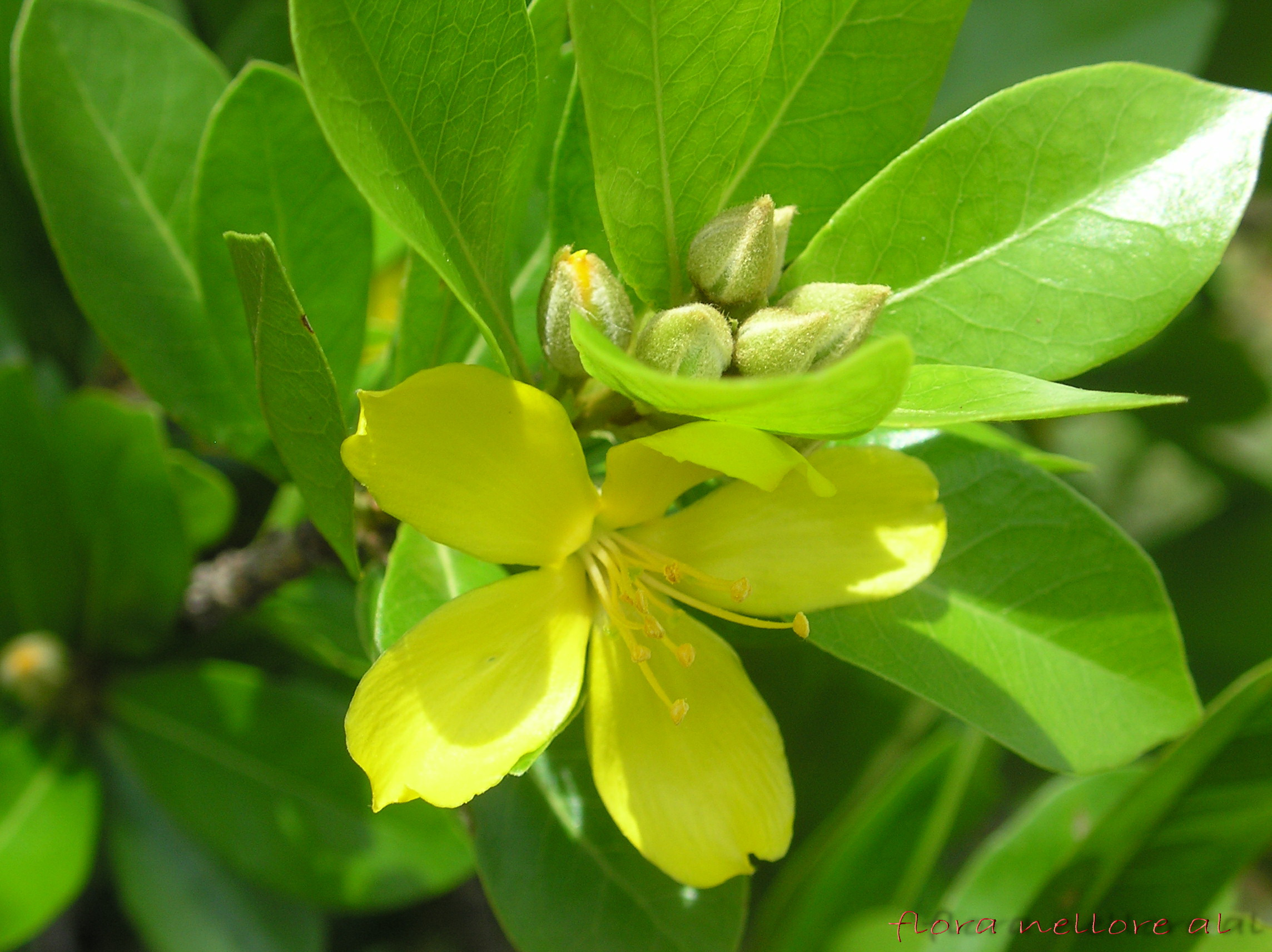
Unterfamilie Hugonioideae: Zweig mit Laubblättern und Blüte von Hugonia mystax

Die Familie Linaceae wurde 1818 durch Augustin Pyrame de Candolle in Karl Julius Perleb: Versuch über die Arzneikräfte der Pflanzen, S. 107 unter der Bezeichnung „Lineae“ aufgestellt. Typusgattung ist  Linum L. Ein Synonym für Linaceae DC. ex Perleb ist Hugoniaceae Arn.
Die Arten der Familie Linaceae gedeihen fast weltweit von der Dauerfrostzone bis in die Tropen.
Man unterteilt die Linaceae in zwei Unterfamilien, die Linoideae und die Hugonioideae. Es gibt insgesamt etwa 10 bis 16 Gattungen mit etwa 290 bis 300 Arten:
- Unterfamilie Linoideae: Die Linoideae sind überwiegend krautige Pflanzen mit meist schmalen Blättern und sie bilden nur Kapselfrüchte aus. Sie enthält sechs bis acht Gattungen[2] mit etwa 240 Arten:
  - Anisadenia Wall. ex Meisn.: Mit nur zwei Arten vom nordöstlichen Indien, Bhutan, Nepal, nördlichen Myanmar, nördlichen Thailand bis China (beide Arten) verbreitet.
  - Cliococca Bab.: Sie enthält nur eine Art:
    - Cliococca selaginoides (Lam.) C.M.Rogers & Mildner: Sie ist im südlichen Südamerika und in Brasilien verbreitet.[2] Sie wird von manchen Autoren auch als Linum selaginoides Lam. zur Gattung Linum gestellt.

  - Hesperolinon (A.Gray) Small: Die etwa 13 Arten kommen nur in Kalifornien vor.
  - Lein (Linum L.): Die etwa 180 Arten sind von gemäßigten bis tropischen Gebieten fast weltweit verbreitet; das Zentrum der Artenvielfalt ist der Mittelmeerraum.
  - Radiola Hill: Sie enthält nur eine Art:
    - Zwerg-Lein (Radiola linoides Roth): Er ist in Eurasien und Nordafrika verbreitet.

  - Reinwardtia Dumort.: Sie enthält etwa zwei Arten, darunter:
    - Reinwardtia indica Dumort. (Syn: Reinwardtia trigyna (Reichenb.) Planchon): Sie ist vom Indischen Subkontinent über Laos, Myanmar, Thailand und Vietnam bis China verbreitet.

  - Sclerolinon C.M.Rogers: Sie enthält nur eine Art:
    - Sclerolinon digynum (A.Gray) C.M.Rogers: Sie ist im zentralen und westlichen Amerika verbreitet.

  - Tirpitzia Hallier f.: Sie enthält nur drei Arten, von denen zwei in China und Vietnam und eine im nordöstlichen Thailand vorkommen.

- Unterfamilie Hugonioideae Mabb. ex Reveal: Die Hugonioideae (Syn.: Hugoniaceae Arn.) sind meist verholzende Pflanzen, die recht breite Blätter besitzen und eine Steinfrucht oder andere Fruchttypen ausbilden. Sie enthält vier bis acht Gattungen mit etwa 61 Arten:[2]
  - Hebepetalum Benth.: Die drei bis sechs Arten sind in der Neotropis verbreitet.
  - Hugonia L.: Die 15 bis 32 Arten sind in den Tropen verbreitet.
  - Indorouchera Hallier f.: Mit ein bis drei Arten in Südostasien verbreitet.
  - Philbornea Hallier f.: Die ein bis drei Arten kommen auf Borneo und den Philippinen vor.
  - Roucheria Planch.: Die fünf bis acht Arten sind im tropischen Südamerika verbreitet.